# 中川幸一
中川 幸一（なかがわ ゆきかず、1903年12月25日 - 2005年1月12日）は、日本の実業家。

## 経歴
高知県出身。1928年に東京帝国大学工学部を卒業し、同年に湘南電気鉄道(のちの京浜急行電鉄)に入社。取締役、専務、副社長を経て、1969年11月から1975年5月までに社長を務め、1975年5月から1981年6月までに会長を務めた。
1968年11月に藍綬褒章を受章し、1974年11月に勲二等瑞宝章を受章した。
2005年1月12日、急性心不全のために死去。101歳没。